# Laguna de San Isidro
Laguna de San Isidro är en ort i Mexiko.   Den ligger i kommunen Mochitlán och delstaten Guerrero, i den södra delen av landet, 230 km söder om huvudstaden Mexico City. Laguna de San Isidro ligger 1 555 meter över havet och antalet invånare är 112.
Terrängen runt Laguna de San Isidro är bergig västerut, men österut är den kuperad. Terrängen runt Laguna de San Isidro sluttar söderut. Runt Laguna de San Isidro är det ganska glesbefolkat, med 38 invånare per kvadratkilometer. Närmaste större samhälle är Quechultenango, 11,5 km nordost om Laguna de San Isidro. I omgivningarna runt Laguna de San Isidro växer huvudsakligen savannskog.